# ALH 84001

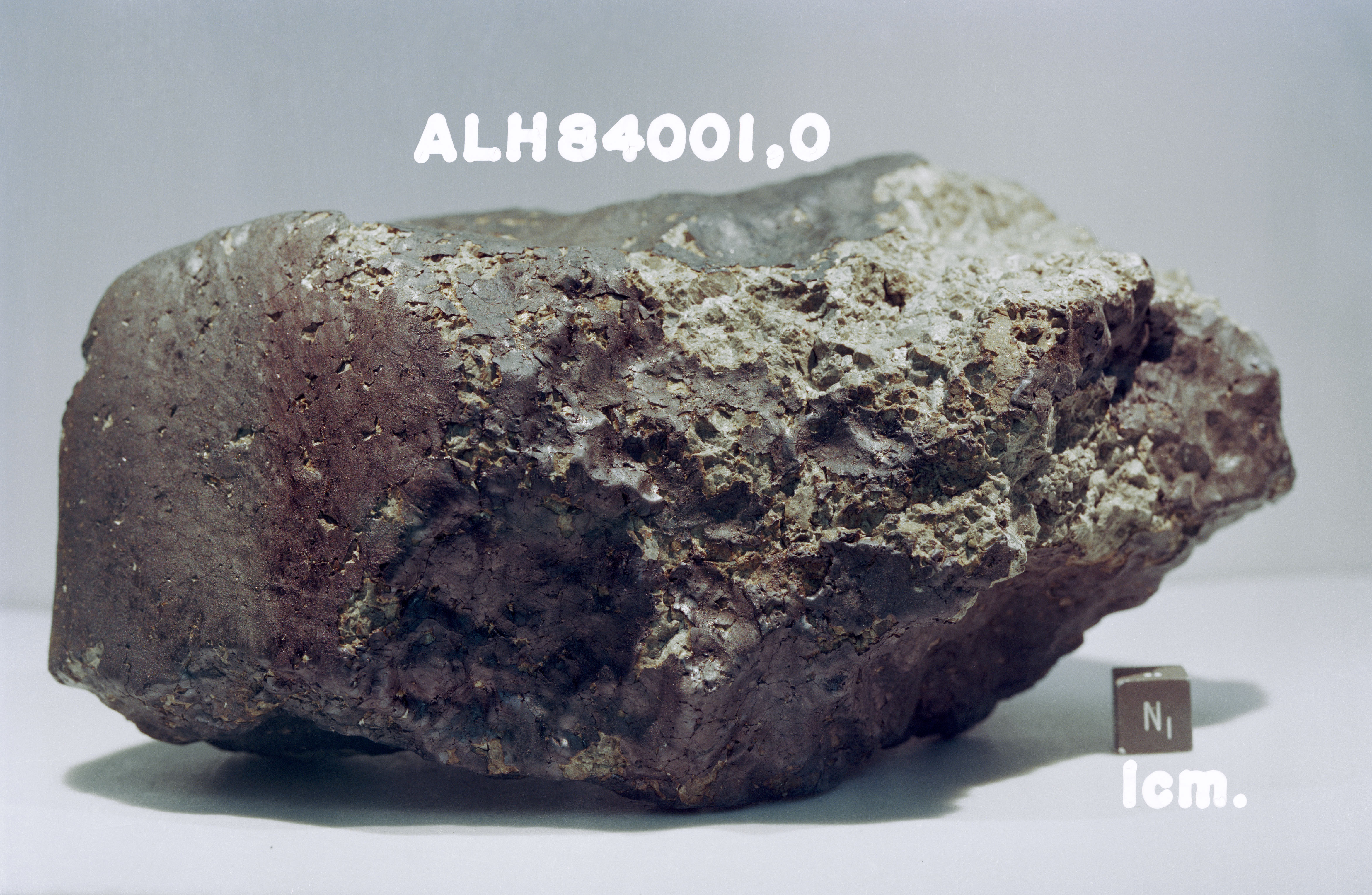
Foto van ALH 84001

ALH 84001 is een meteoriet gevonden in Allan Hills, Antarctica.
De meteoriet werd gevonden in december 1984 door mensen van het ANSMET-project. De meteoriet werd wereldberoemd omdat NASA dacht dat deze meteoriet het bewijs zou zijn voor leven buiten de aarde.
Door de samenstelling van deze meteoriet denkt men dat hij afkomstig is van Mars. Het werd later duidelijk dat de meteoriet geen vormen van leven bevatte. Op het moment van vinden woog de meteoriet 1,93 kg.